# 1942年度の将棋界
1942年度の将棋界（1942ねんどのしょうぎかい）では、1942年（昭和17年）4月から1943年（昭和18年）3月の将棋界に関する出来事について記述する。

## できごと

### 1942年春
- 第3回昭和番付編成将棋が開始された[1]。

### 1942年7月
- 11～13日 - 第3期名人戦七番勝負第1局が行われ、木村義雄名人が先勝（木村義雄名人 1-0 神田辰之助八段）[2][3]。
- 21～23日 - 第3期名人戦七番勝負第2局が行われ、木村義雄名人が勝利（木村義雄名人 2-0 神田辰之助八段）[2][3]。
- 31～8月2日 - 第3期名人戦七番勝負第3局が行われ、木村義雄名人が勝利（木村義雄名人 3-0 神田辰之助八段）[2][3]。

### 1942年8月
- 22～24日 - 第3期名人戦七番勝負第4局が行われ、木村義雄名人が勝利し名人を防衛。3期連続3回目の名人となる（木村義雄名人 4-0 神田辰之助八段）[2][3]。

### 1942年9月
- 8日 - 朝日新聞にて、昭和番付編成将棋の第3回までの通算成績が発表された。第1位は木村義雄名人の14勝4敗、第2位は加藤治郎七段と長谷川清二郎六段の12勝5敗1持将棋[1]。

### 1942年10月
- 第4期名人戦の第1回予選にて、大山康晴五段が金易二郎八段、斎藤銀次郎八段に勝利[4][5]。

### 1943年3月
- 10日 - 第4期名人戦の予備手合三番勝負が開始された[4]。

## 記録

### タイトル戦
| 棋戦   | 勝者               | 開催時期      | 番勝負        | 番勝負 | 番勝負          | 備考             | 注                |
| 棋戦   | 勝者               | 開催時期      | 在位者        | 勝敗   | 挑戦者          | 備考             | 注                |
| ------ | ------------------ | ------------- | ------------- | ------ | --------------- | ---------------- | ----------------- |
| 名人戦 | 第3期名人 木村義雄 | 1942年7月-8月 | 木村義雄 名人 | 4-0    | 神田辰之助 八段 | 3年連続(通算3期) | [ 2 ] [ 3 ] [ 6 ] |

## 昇段・引退
| 昇段 | 棋士     | 昇段日 | 注     |
| ---- | -------- | ------ | ------ |
| 四段 | 高柳敏夫 | 1942年 | [ 7 ]  |
| 四段 | 本間爽悦 | 1942年 | [ 8 ]  |
| 五段 | 小堀清一 | 1942年 | [ 9 ]  |
| 五段 | 北楯修哉 | 1942年 | [ 10 ] |
| 五段 | 岡崎史明 | 1942年 | [ 11 ] |
| 七段 | 加藤治郎 | 1942年 | [ 12 ] |